# 贾法拉巴德县

所在位置

贾法拉巴德县(乌尔都语: جعفر آباد)，巴基斯坦俾路支省的一个县，位于东南部。总人口725,000。县治位于Dera Allah Yar。

## 行政区划
贾法拉巴德县分为5个乡。